# セブンズストーリー
『セブンズストーリー』（Sevens Story）は、WithEntertainmentが開発し同社より運営されていたスマートフォン用ゲームアプリ。サービス期間は2017年8月18日 - 2022年12月27日。基本プレイ無料（アイテム課金制）。略称は『セブスト』。
2013年 - 2014年まで配信されていたブラウザゲームである旧『セブンズストーリー』についても本項で扱う。

## 概要
ジャンルはタクティカルRPG。通常のクエストの場合、プレイヤーは4体のキャラクター・1体のAI戦闘キャラクター（ラビィ）・1体のサポートキャラクターの合計6体を自軍として用いて戦闘を行うシステム。
常設ではないが期間限定イベントとしてレイド戦（複数のプレイヤーが参加できるボスバトル）などの要素もある。
2022年12月27日をもってサービスを終了。

### ブラウザゲーム版
株式会社WITHがMobageプラットフォームにて提供していたブラウザゲーム。配信期間は2013年10月 - 2014年5月。その後、WITHは2014年12月1日にCygamesの子会社となり、現在の株式会社WithEntertainmentとなっている。

## システム
バトル
10×10マスのフィールドで行う斜め見下ろし型のターン制バトル。プレイヤーターンで自軍全ユニットが行動後に、敵ターンで敵軍全ユニットが行動する。プレイヤー側の行動順序は固定で、編成されている順に1〜4人目までが順に行動を行い、次にサポートユニットが行動を行い、最後にAI行動のラビィが行動を行うものとなっている。
戦闘ダメージとユニットごとの相性
一般的なソーシャルゲームのような属性要素だけではなく、ユニットタイプ（武器種）、エネミータイプにも相性が存在しており、それらが戦闘ダメージ算出に影響している。2019年5月現在では単発ダメージの上限は9,999だが、公式生放送であるセブストチャンネルにおいて、今後のアップデートで育成要素として「ダメー上限の解放」機能の実装予定が告知されている。
属性
各ユニットには固有の属性が設定されている。火・水・木・光・闇の5つの属性が存在し、火・水・木は三すくみの関係にあり、一例として火属性のユニットは木属性のユニットにより大きなダメージを与える事ができる。また光属性と闇属性は相互に大きなダメージを与えられる関係となっている。なお、例外的に無属性のユニットも存在し、プレイヤー側のキャラクターとしてはAI戦闘を行うラビィと、アリーナコインによって交換可能なエセルが無属性となっている。
ユニットタイプと武器種
各ユニットには固有のユニットタイプが設定されている。盾守・斬撃・打衝・刺突・魔法の5種類が存在しており、ユニットタイプ同士には有利不利の相性が設定されている。
相性は、◎とても有利、○：やや有利、−：優劣なし、△：やや不利、✕：とても不利の5段階で示される。
| 攻撃側＼防御側 | 盾守 | 斬撃 | 打衝 | 刺突 | 魔法 |
| -------------- | ---- | ---- | ---- | ---- | ---- |
| 盾守           | △    | −    | −    | −    | ○    |
| 斬撃           | △    | −    | ○    | △    | ○    |
| 打衝           | △    | △    | −    | ○    | ○    |
| 刺突           | △    | ○    | △    | −    | ○    |
| 魔法           | ○    | ○    | ○    | ○    | △    |
エネミータイプ
各敵ユニットが人間以外のモンスターの場合、固有のエネミータイプが設定されている。ノーマル・軟質・硬殻・皮革・幽体の5種類が存在が存在しており、ユニットタイプとエネミータイプの間には有利不利の相性が設定されている。
相性は、◎とても有利、○：やや有利、−：優劣なし、△：やや不利、✕：とても不利の5段階で示される。
| 攻撃側＼防御側 | ノーマル | 軟質 | 硬殻 | 皮革 | 幽体 |
| -------------- | -------- | ---- | ---- | ---- | ---- |
| 盾守           | −        | −    | −    | −    | △    |
| 斬撃           | −        | ◎    | ✕    | ○    | △    |
| 打衝           | −        | ○    | ◎    | ✕    | △    |
| 刺突           | −        | ✕    | ○    | ◎    | △    |
| 魔法           | △        | △    | △    | △    | ○    |
移動タイプ
各ユニットには固有の移動タイプが設定されている。歩行・騎馬・飛行・浮遊・騎馬飛行・カートの6種類が存在している。各ユニットの移動力は、武器種と移動タイプの組み合わせによって設定されている。移動タイプ自体には、ユニットタイプやエネミータイプのように直接の相性関係は設定されていないが、ゲーム中には特定の移動タイプに対してだけ与ダメージアップする要素も存在しており、ユニットの移動タイプが戦闘中のダメージに影響する場合もある。

## コラボレーション
魔法陣グルグル
開催期間：
（第1弾）：2017年12月15日15:00 - 2017年12月29日14:49
（第2弾）：2018年12月5日15:00 - 2018年12月19日14:59
（復刻）：2019年12月11日15:00 - 2019年12月25日14:59
七つの大罪
開催期間：2019年1月15日15:00 - 2019年1月29日14:59
えいがのおそ松さん
開催期間：2019年4月23日15:00 - 2019年5月7日14:59
CLANNAD
開催期間：
（前編）：2019年9月27日15:00 - 2019年10月18日14:59
（後編）：2019年11月6日15:00 - 2019年11月27日14:59
（復刻・前編）：2020年11月11日15:00 - 2020年12月2日14:59
（復刻・後編）：2020年11月18日15:00 - 2020年12月2日14:59
盾の勇者の成り上がり
開催期間：
（前編）：2020年1月17日15:00 - 2020年2月7日14:59
（後編）：2020年1月24日15:00 - 2020年2月7日14:59
リトルバスターズ!
開催期間：
（前編）：2020年3月25日15:00 - 2020年4月15日14:59
（後編）：2020年5月22日15:00 - 2020年6月12日14:59
プリンセスコネクト!Re:Dive
開催期間：
（第1弾）：2020年7月24日15:00 - 2020年8月14日14:59
（第2弾）：2021年3月26日15:00 - 2021年4月16日14:59
痛いのは嫌なので防御力に極振りしたいと思います。
開催期間：2020年9月25日15:00 - 2020年10月16日14:59
Angel Beats!
開催期間：2020年11月25日15:00 - 2020年12月16日14:59
七つの大罪 憤怒の審判
開催期間：2021年1月25日15:00 - 2021年2月15日14:59
シャドウバース
開催期間：2021年2月26日15:00 - 2021年3月19日14:59

## 開発

### 開発（ブラウザゲーム版）
WithEntertainment代表取締役の細井敦は、2014年のインタビューの中で、人間同士のつながりを大事にしたいという考えから、Mobage向けのブラウザゲームとしてリリースすることにした。
当時はタップでクエストを進める作品が一般的だったが、同作ではそれとは異なるタクティクス形式のバトルシステムを導入した。
また、株式会社WITHにとって最初に作品であることから、イラストは細井を含む開発スタッフが担当した。外部に発注しなかった他の理由として費用面に加え、絵を描くことの楽しさや苦労をわからぬまま依頼できないと判断したことも挙げられる。